# Grauschenkliger Kleideraffe
Der Grauschenklige Kleideraffe (Pygathrix cinerea) ist eine Primatenart aus der Gruppe der Schlankaffen (Presbytini). Er galt früher als Unterart des Rotschenkligen Kleideraffen.

## Merkmale
Grauschenkel-Kleideraffen sind wie alle Kleideraffen relativ bunt. Der Kopf und der Rücken sind grau, ebenso die Arme und die Beine. Die Hände und Füße sind schwarz, die Brust, das Gesäß und der Schwanz weiß. Die unbehaarte Region um Augen und Nase ist orangefarben, an den Wangen befinden sich lange, weiße Haare. Diese Tiere erreichen eine Kopfrumpflänge von 61 bis 76 Zentimeter, der Schwanz wird ebenso lang wie der Körper. Mit einem Durchschnittsgewicht von 11 Kilogramm sind Männchen etwas schwerer als Weibchen, die rund 8 Kilogramm wiegen.

## Verbreitung und Lebensraum

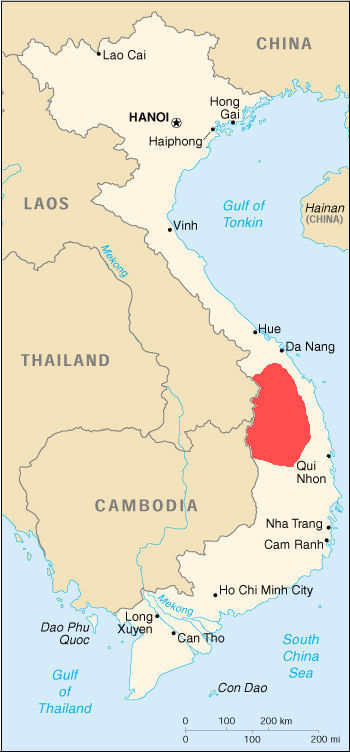
Verbreitungsgebiet des Grauschenkligen Kleideraffen

Grauschenklige Kleideraffen leben in zentralen Hochland Vietnams (Provinzen Quảng Nam, Quảng Ngãi, Kon Tum, Gia Lai und Bình Định) und möglicherweise auch im östlichen Laos. Ihr Lebensraum sind Wälder.

## Lebensweise
Über die Lebensweise dieser Art ist wenig bekannt, vermutlich stimmt sie weitgehend mit der des Rotschenkligen Kleideraffens überein. Demzufolge sind sie tagaktiv und leben in Gruppen aus mehreren Männchen, Weibchen und dem zugehörigen Nachwuchs. Ihre Nahrung dürfte vorwiegend aus Blättern und nebenbei aus Früchten und Blüten bestehen, wie alle Schlankaffen haben sie einen mehrkammerigen Magen zur besseren Verwertung der Nahrung.

## Entdeckung und Bedrohung
Von 1995 bis 1998 wurden sechs Männchen einer bislang unbekannten Kleideraffenart von vietnamesischen Naturschutzbehörden beschlagnahmt und in das Endangered Primat Rescue Center im Nationalpark Cúc Phương gebracht.
Die Erforschung dieser neuen Art wurde von der Zoologischen Gesellschaft Frankfurt unter Tilo Nadler durchgeführt, der die Art auch 1997 erstbeschrieb.
Das Verbreitungsgebiet dieses Primaten ist zerstückelt, die größte Bedrohung für die Art geht wohl von den fortschreitenden Waldrodungen aus. Die Gesamtpopulation wird auf 600 bis 700 Tiere geschätzt, die IUCN listet den Grauschenkligen Kleideraffen als „vom Aussterben bedroht“ (critically endangered).
2007 gab der WWF bekannt, dass in einem Waldgebiet über 100 weitere Exemplare gefunden wurden, was die Chancen auf ein Fortbestehen der Art erhöht.